# The Warratahs
The Warratahs – nowozelandzki zespół rockowy założony w 1985 roku.

## Skład

### Składy na przestrzeni lat
- Barry Saunders (wokal, gitara)
- Wayne Mason (keyboard, wokal)
- Nik Brown
- John Donahue (bas)
- Marty Jorgensen (perkusja)
- Clint Brown (bas)
- Rob Clarkson (perkusja)
- Mike Knapp (perkusja)

### Skład z roku 2007
- Barry Saunders (wokal, gitara)
- Alan Norman (keyboard)
- Nik Brown (mandolina)
- Mo' Newport (perkusja)
- Sid Limbert - (bas)

## Dyskografia
- Only Game in Town - 1987
- Too Hot To Sleep - 1991
- Wild Card - 1994
- Big Sky - 1997
- The Best of The Warratahs - 2000
- One of Two Things - 2002
- Collection - 2004
- Keep On - 2006